# Есинг
Есинг (њем. Essing) град је у њемачкој савезној држави Баварска. Једно је од 24 општинска средишта округа Келхајм. Према процјени из 2010. у граду је живјело 985 становника. Посједује регионалну шифру (AGS) 9273121.

## Географски и демографски подаци
Есинг се налази у савезној држави Баварска у округу Келхајм. Град се налази на надморској висини од 351 метра. Површина општине износи 17,4 km². У самом граду је, према процјени из 2010. године, живјело 985 становника. Просјечна густина становништва износи 57 становника/km².